# کاریانه بیلونس
کاریانه بیلونس (انگلیسی: Karianne Bjellånes؛ زادهٔ ۹ اوت ۱۹۸۶) اسکی‌باز صحرانوردی اهل نروژ است.